# Pauesia luntervalvae
Pauesia luntervalvae är en stekelart som beskrevs av Chiriac 1993. Pauesia luntervalvae ingår i släktet Pauesia och familjen bracksteklar. Inga underarter finns listade i Catalogue of Life.